# Kustschrijvertje
Het kustschrijvertje (Gyrinus caspius) is een keversoort uit de familie van de schrijvertjes (Gyrinidae). De wetenschappelijke naam van de soort is gepubliceerd in 1832 door Ménétries.